# 尋找屬於你的
尋找屬於你的（俄语：Ищи своих）是在烏克蘭內政部倡議下創建的人道主義網際網絡項目，旨在識別2022年俄羅斯入侵烏克蘭期間被俘和被殺的俄羅斯軍隊士兵。

## 項目
據創作者稱，該項目旨在讓俄羅斯公民找到他們被俄羅斯政府派往烏克蘭戰爭的親人並了解他們的命運。俄羅斯國防部起初沒有提供任何軍事損失的細節，後來也省略了烏克蘭境內俄羅斯士兵陣亡和被俘的實際人數，這推動了該項目的設立。俄羅斯也一直無視烏克蘭將屍體轉移到俄羅斯的要求。人們還認為，該網站旨在破壞俄羅斯在戰爭中的士氣和支持。
該站點的名稱引用了蘇聯軍方在1980年代從阿富汗戰爭中運回的屍體的軍用代碼「貨物200」（Груз 200）。該術語也可以理解為對同名恐怖電影的引用。
「尋找屬於你的」發佈於官方網站以及Telegram頻道。截至3月3日，該頻道擁有700,000名訂閱者，其中90%來自俄羅斯。

## 歷史
2022年2月24日，作為俄烏戰爭的一部分，俄羅斯聯邦對烏克蘭進行了全面入侵。截至3月13日，據烏克蘭武裝部隊總參謀部報告，已有12,000多名俄羅斯軍人喪生，另有700多人被俘。
2月27日，烏克蘭內政部宣佈創建一個特殊的網際網路項目，旨在幫助死者或俘虜的親人和朋友找到或識別他們。項目協調員為內政部長顧問維克托·安德魯索夫（Віктор Андрусів）。該網站發布囚犯和被殺的視頻、照片和文件。至少有兩個視頻的真實性得到了自由電台記者的證實。此外，烏克蘭還為可能被俘的俄羅斯士兵的家屬開通了一條熱線，標題是「從烏克蘭活著回來！」烏克蘭內政部長顧問瓦季姆·傑尼先科（Вадим Денисенко）保證，烏克蘭人道地對待囚犯，且內政部準備為俄羅斯公民提供有償的屍體DNA鑑定服務。
應俄罗斯联邦通信、信息技术和大众传媒监督局的要求，「尋找屬於你的」網站在俄羅斯已被封鎖，該局還向Telegram服務發送了刪除該頻道的請求。
烏克蘭議員叶夫根尼娅·克拉夫丘克表示，在工作的第一天，該服務就收到了超過2,000份請求。截至3月2日，已有60名被俘士兵被其親屬確認。
《華盛頓郵報》的一篇文章暗示，「尋找屬於你的」項目可能違反日內瓦公約的規定，該公約規定政府必須「保護戰俘免受侮辱和公眾的好奇心」，作為項目經理的維克托·安德魯索夫對此回應，強調該項目的「唯有人道主義功能」。
俄羅斯聯邦國防部不對該網際網路項目公佈的數據發表評論。

## 另見
- 我想活下去：供俄羅斯軍人向烏克蘭請求投降的熱線電話

## 外部連結
- 官方网站
- 尋找屬於你的的Telegram
- 老豆搵仔 - 2019年香港反對逃犯條例修訂草案運動中的類似網絡頻道